# Храм Святых Кирилла и Мефодия (Мелитополь)

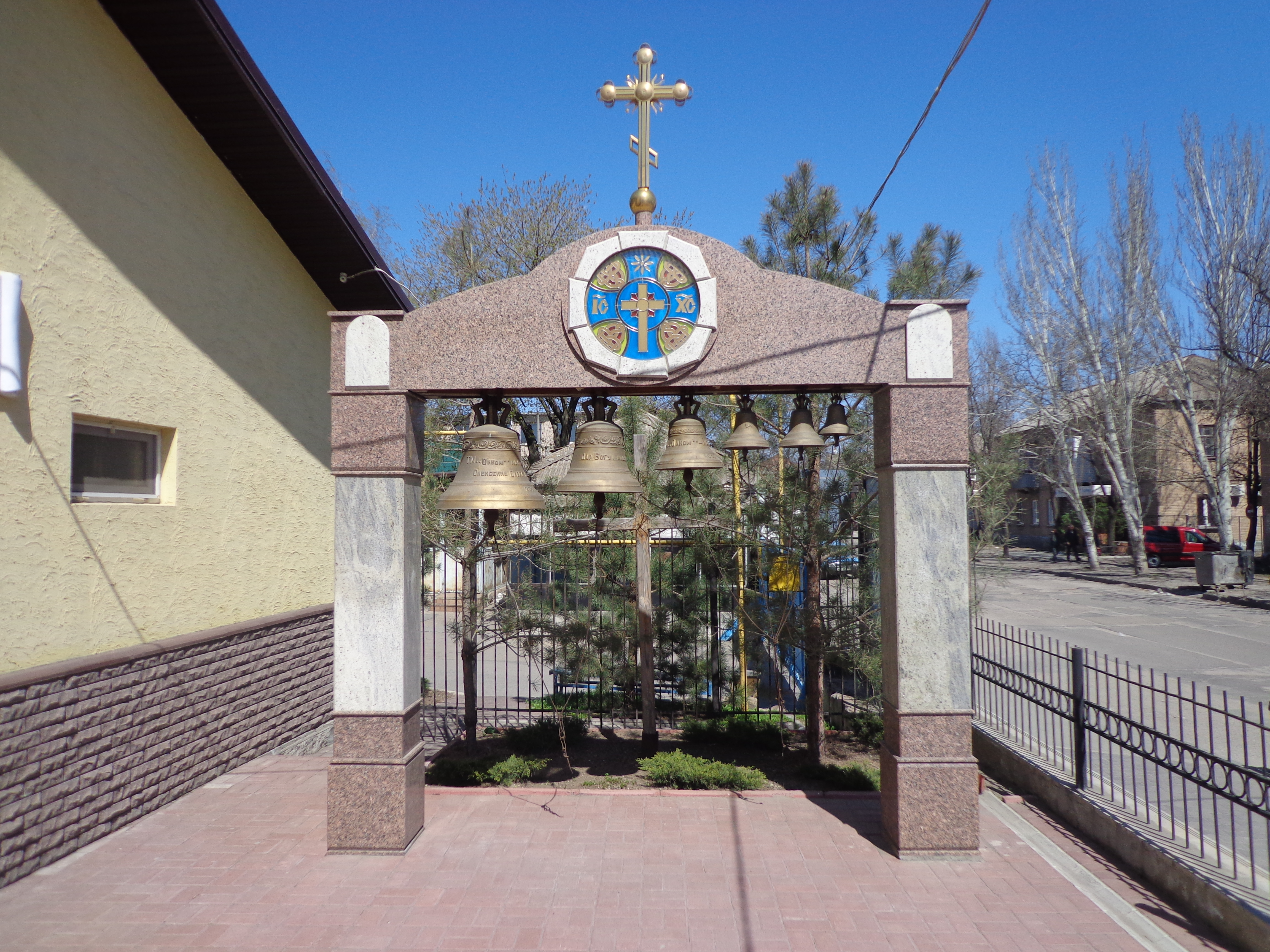
Звонница храма

Храм святых равноапостольных Кирилла и Мефодия — православный храм в городе Мелитополе. Относится к Запорожской епархии Православной Церкви Украины, посвящённый святым Кириллу и Мефодию. Здание храма расположено по улице Александра Невского, возле трикотажной фабрики. Настоятель храма — иерей Валерий Колесник.

## История
Здание храма, было построено в 1892 году. В 1970-х — 1980-х годах в здании церкви размещался спортзал педагогического института, позже — склад и цех трикотажной фабрики. В 2004 году была начата его капитальная реконструкция, потребовавшая 6 лет труда и около 1 миллиона гривень. Основную часть финансирования взяла на себя Мелитопольская трикотажная фабрика «Надежда».
17 апреля 2010 над храмом был водружён крест.
16 июля 2010 года состоялось открытие и освящение звонницы храма. Она была создана мастером Александром Синегиным под руководством Сергея Манучаряна. Шесть колоколов звонницы были отлиты на литейном заводе в Нововолынске, где уже не одно десятилетие изготавливают церковные колокола. Открытие звонницы прошло накануне восьмой годовщины смерти мелитопольского предпринимателя и мецената Олега Олексенко, родственники которого помогли построить звонницу и приобрести колокола. На всех шести колоколах выгравировано имя Олега Олексенко.
Освящение отреставрированного храма состоялось 19 февраля 2011 года в присутствии архиепископа Запорожский и Мелитопольский Григория. 20 февраля в храме прошла первая служба.

## Внутреннее убранство
Иконостас храма имеет 10 метров в длину и 5,5 метров в высоту. Работы по его созданию заняли более года. Он изготовлен он из липы харьковскими мастерами. Списки икон выполнены по православным канонам. В центре помещения установлены четыре колонны, отделанные мрамором. Люстра храма изготовлена по заказу в Киеве. Помещение расписано художниками из Тернопольской области. На внутренних стенах храма оставлены фрагменты старинной кирпичной кладки. Окна храма украшены витражами.